# Philadelphia 76ers 1988-1989
La stagione 1988-89 dei Philadelphia 76ers fu la 40ª nella NBA per la franchigia.
I Philadelphia 76ers arrivarono secondi nella Atlantic Division della Eastern Conference con un record di 46-36. Nei play-off persero al primo turno con i New York Knicks (3-0).

## Roster
| N° | Naz.                      | Ruolo | Sportivo         | Anno | Alt. | Peso |
| -- | ------------------------- | ----- | ---------------- | ---- | ---- | ---- |
| 1  | Stati Uniti (bandiera)    | G     | Scott Brooks     | 1965 | 180  | 75   |
| 4  | Stati Uniti (bandiera)    | A     | Cliff Robinson   | 1960 | 206  | 100  |
| 8  | Stati Uniti (bandiera)    | GA    | Pete Myers       | 1963 | 198  | 82   |
| 10 | Stati Uniti (bandiera)    | G     | Maurice Cheeks   | 1956 | 185  | 82   |
| 11 | Stati Uniti (bandiera)    | A     | Jim Rowinski     | 1961 | 203  | 113  |
| 12 | Stati Uniti (bandiera)    | G     | Gerald Henderson | 1956 | 188  | 79   |
| 20 | Stati Uniti (bandiera)    | GA    | Ron Anderson     | 1958 | 201  | 98   |
| 21 | Stati Uniti (bandiera)    | GA    | Derek Smith      | 1961 | 198  | 93   |
| 23 | Stati Uniti (bandiera)    | AC    | Bob Thronton     | 1962 | 208  | 102  |
| 25 | Stati Uniti (bandiera)    | GA    | David Wingate    | 1963 | 196  | 84   |
| 31 | Stati Uniti (bandiera)    | A     | Shelton Jones    | 1966 | 206  | 95   |
| 33 | Stati Uniti (bandiera)    | G     | Hersey Hawkins   | 1966 | 191  | 86   |
| 34 | Stati Uniti (bandiera)    | A     | Charles Barkley  | 1963 | 198  | 114  |
| 42 | Stati Uniti (bandiera)    | C     | Mike Gminski     | 1959 | 211  | 113  |
| 44 | Germania Ovest (bandiera) | C     | Christian Welp   | 1964 | 213  | 111  |
| 54 | Stati Uniti (bandiera)    | A     | Ben Coleman      | 1961 | 206  | 107  |

## Staff tecnico
- Allenatore: Jim Lynam
- Vice-allenatore: Fred Carter
- Preparatore atletico: Al Domenico